# Fantastic
「Fantastic」（ファンタスティック）は、鈴木亜美の楽曲。彼女の6枚目のシングルとして2006年2月8日にavex traxから発売された。

## 解説
2006年2月8日にavex traxよりリリースされた。ライブDVD『SUZUKI AMI AROUND THE WORLD〜LIVE HOUSE TOUR 2005〜』と同時リリースである。「CDのみ（通常盤）」、「CD+DVD」、「CDのみ(期間限定盤)」の3形態で発売された。「CDのみ」、「CD+DVD」の初回盤には『ブラック・ジャック』描き下ろし巻き帯びステッカー封入。（「CD(期間限定盤)」のみはレンタル盤もCD-DA規格になっていて、それ以外の商品はレンタル仕様のものはCCCD）。
ジャケット写真はレスリー・キーが担当した。期間限定盤のジャケットは手塚プロダクションによる描き下ろしイラストがジャケットになっている。
よみうりテレビ・日本テレビ系列で放映されたテレビアニメ『ブラック・ジャック』オープニングテーマ曲。鈴木亜美にとって初めてのアニメ・タイアップソングである。「Fantastic」のプロモーションビデオは、前作「Crystal」（シングル『リトルクリスタル』収録）のPVとつながった内容になっている。
本作はアルバム『AROUND THE WORLD』とほぼ同時でレコーディングされていた。ライブハウスツアー「SUZUKI AROUND THE WORLD〜LIVE HOUSE TOUR 2005〜」のアンコールで紹介、披露された。アルバム収録は『CONNETTA』である。しかし、カップリング曲はアルバム未収録曲になっている。なお、期間生産限定盤は「Fantastic」と「Fantastic (Instrumental)」のみの収録となっている。

## 収録曲

### CD
（全作詞：鈴木亜美）
1. Fantastic
作曲：y@suo ohtani／編曲：原田憲
NTV系アニメ『ブラック・ジャック』オープニング・テーマ
2. スローモーション [5:09][1]
作曲：吉川慶、編曲：田辺恵二
3. Fantastic （Instrumental）
4. スローモーション （Instrumental）

DVD（CD+DVD盤のみ）
1. Fantastic （Music Clip）

## 各曲の収録アルバム
| 曲名      | 収録アルバム | 発売日        | 備考                  |
| --------- | ------------ | ------------- | --------------------- |
| Fantastic | 『CONNETTA』 | 2007年3月21日 | 2ndオリジナルアルバム |